# عملیات آخسه
عملیات آخسه که در ابتدا عملیات آلاریک نامیده می‌شد، اسم رمز عملیات آلمان برای خلع سلاح اجباری نیروهای مسلح ایتالیا پس از آتش‌بس ایتالیای فاشیستی (۱۹۲۲ تا ۱۹۴۳) با متفقین جنگ جهانی دوم در ۳ سپتامبر ۱۹۴۳ بود.